# Bolborhinum trilobulicorne
Bolborhinum trilobulicorne es una especie de coleóptero de la familia Geotrupidae.

## Distribución geográfica
Habita en Chile.